# Jean-Michel Arnold
 (décembre 2014).
Jean-Michel Arnold est un haut fonctionnaire français dont la carrière s'est déroulée dans le domaine du cinéma et des médias, en particulier comme directeur de département au CNRS.
Sans être réalisateur de film, Jean-Michel Arnold a cependant été à l’origine de plusieurs manifestations dans le monde du cinéma en tant que secrétaire général de la Cinémathèque française, président du Conseil international du cinéma, de la télévision et de la communication audiovisuelle (CICT) auprès de l’UNESCO, fondateur du CNRS Images/Media, des Rencontres internationales Image et Science, du Cinéma du réel, président du CAMERA, etc.

## Biographie

### Les années de jeunesse
Jean-Michel Arnold est le fils unique de Christine Brisset, une militante surnommée la « pasionaria des pauvres », dont une rue d'Angers porte le nom et dont la vie a été le sujet d'un documentaire. Son père, lui, meurt alors que Jean-Michel Arnold est encore jeune. Il quitte la ville d’Angers pour Paris à l'âge de 15 ans. Il se lie d’amitié avec Henri Langlois, fondateur de la Cinémathèque française, « un des personnages les plus importants de l'histoire du cinéma ».
À l’instigation de Langlois, il part pour l'Algérie indépendante, participe à la création de la Cinémathèque nationale algérienne, avec François Roulet, Ahmed Hocine et Mohamed Sadek Moussaoui.
Dans ce cadre, il organise le Congrès mondial des documentaristes et les Rencontres des cinémas du Monde pour le premier Festival culturel panafricain en 1969 (le deuxième s’est déroulé 40 ans plus tard en août 2009).

### Carrière: du CNRS à l'UNESCO

#### Le CNRS Image/Média
En 1974, le CNRS (Centre national de la recherche scientifique) confie à Arnold la création du laboratoire audiovisuel du CNRS (le CNRS Audiovisuel devenu CNRS Image/Média) et l’en nomme directeur, poste qu’il occupe jusqu’en 2001.
Pour son action, il reçoit la première Médaille de cristal du CNRS.
Il produit alors des centaines de films, d’émissions de télévision, de grands reportages, de documentaires de création, de coffrets multimédias…
Il organise et coorganise de nombreuses manifestations sur des thèmes liant les sciences et les arts. Il participe, comme représentant du ministère de la Recherche, à la création de La Fémis, l’école française de cinéma qui succède à l'IDHEC, et dont le premier président est Jean-Claude Carrière. Avec Enrico Fulchignoni, il développe le Conseil international du cinéma, de la télévision et de la communication audiovisuelle (CICT) auprès de l’UNESCO, qui regroupe l’ensemble des professions de l’image et du son. 

En 1979, il s'intéresse avec Jean Rouch, au festival "L'homme regarde l'homme" créé par Jacques Willemont en 1975 à Créteil, puis transféré en 1978 à Beaubourg. Ils se l'approprient et le rebaptisent Cinéma du réel qui existe toujours.
Depuis 2006, Jean-Michel Arnold est membre du comité de parrainage de l'Institut régional du cinéma et de l'audiovisuel - Corse (IRCA), présidé par le réalisateur Magà Ettori. Il a animé un débat à la Maison de l'Unesco avec Magà Ettori sur la diversité dans le 7e art.

#### Les RIAVS
En 1976, il crée les Rencontres internationales de l’audiovisuel scientifique, devenues les Rencontres Image et Science, manifestation annuelle qui rassemble des chercheurs, des créateurs, des producteurs et des diffuseurs. Cette manifestation constitue « une débauche de projets, d’expositions, de confrontations et de dialogues ». Kōichirō Matsuura, Directeur général de l’UNESCO, la décrit « comme une initiative unique, soutenue par l’UNESCO, qui rassemble, en un seul projet, science, culture, communication et éducation. » 
Les différentes volets de la manifestation permettent d’analyser les performances et les contraintes de tous les éléments du mouvant dispositif d’accès aux savoirs — médias irradiants et interactifs — d’en favoriser la nécessaire complémentarité et d’en anticiper les développements.
- Le Festival international de l’émission scientifique de télévision
C’est le cœur de la manifestation. Il réunit deux populations aux rapports souvent difficiles d’attraction/répulsion : la communauté scientifique et les gens de médias. Il est devenu le rendez-vous incontournable des chercheurs et des professionnels de l’image et du son[13]. A la Tour Eiffel, plus de 300 sociétés de production, représentant 66 pays, présentent leurs émissions à un jury international — composé de scientifiques, de représentants des médias et de créateurs de toutes disciplines — qui décerne un grand prix, un prix spécial du ury et des prix « Imagerie scientifique », « Aventures et Découvertes », « Science et Société », « Santé », « Jeunesse » et « Magazine ».
- Prix Argos
Deux prix sont décernés chaque année à des sites Web : « Argos Denis Diderot » pour la valeur éducative et l’originalité du site et « Argos Lewis Carroll » pour la créativité et le souci de jeter des passerelles entre les cultures[14].
- Prix Jules-Verne
Cinq sociétés de télévision, représentant les cinq continents, sont en compétition chaque année. La chaîne distinguée ne l’est pas pour une émission particulière, mais pour l’ambition de sa politique de programmes et la qualité de sa grille.
- Prix l’Affiche du Monde
Sur un thème donné par les Rencontres (le Temps, le Mouvement, le Doute, la Complexité, la Métamorphose …), ce prix est décerné chaque année au meilleur film réalisé par l’étudiant d’une grande école de cinéma (en partenariat avec le Conseil International de Liaison des Écoles de Cinéma et de Télévision - CILECT) et pour le meilleur film réalisé par un cinéaste amateur (en partenariat avec l’Union Internationale du Cinéma amateur - UNICA).
- Prix IAMS
Ce prix décerné en partenariat avec l’International Association for Media in Science (IAMS) distingue une chaîne scientifique sur le web.
- L’invitation au Musée
200 musées partenaires offrent en accès gratuit des évènements liés au thème de l’année : expositions, cycles de projections, spectacles …

#### CAMERA
Il a succédé à Hans Hartung comme président du Conseil Audiovisuel Mondial pour les Études et les Réalisations sur l'Art (CAMERA), association qui encourage les arts de l’image et les images de l’art en organisant des forums, en produisant des films et des ensembles multimédia et en décernant, chaque année, des Prix CAMERA. Ils sont remis pour leurs politiques culturelles à une Ville, une Fondation, un Producteur de films, une Société de télévision, un Musée et un Éditeur.
CAMERA siège au comité exécutif du Conseil International du Cinéma, de la Télévision et de la Communication Audiovisuelle auprès de l’UNESCO (CICT) et a été choisi comme expert par l’UNESCO pour le choix des Villes créatives du Cinéma.

#### La Cinémathèque française
Henri Langlois lui avait confié la direction des Amis de la Cinémathèque et la création d’une Union mondiale des musées de cinéma. Élu secrétaire général en 1981 et régulièrement réélu depuis, il a travaillé étroitement avec ses présidents successifs : Jean Rouch, Jean-Charles Tacchella, Claude Berri et actuellement Costa-Gavras.

#### L'UNESCO
Il a été élu président du Conseil international du cinéma, de la télévision et de la communication audiovisuelle auprès de l’UNESCO (CICT) en 2000. Il en reste l’un des vice-présidents chargé de la plateforme Patrimoine.
Le CICT est l’instance conseillère de l'UNESCO sur toutes les questions concernant le cinéma, la télévision et les nouveaux media. Le CICT existe depuis plus de 50 ans en tant qu’ONG indépendante en relation officielle avec l’UNESCO, et domiciliée au siège de l’UNESCO à Paris.